# Palacio de Isasi (Morga)
El palacio de Isasi fue un edificio situado en el municipio español de Morga, en la provincia de Vizcaya.

## Descripción
El edificio estaba en el municipio español de Morga, perteneciente a la provincia de Vizcaya, en la comunidad autónoma del País Vasco. Se menciona en el undécimo volumen del Diccionario geográfico-estadístico-histórico de España y sus posesiones de Ultramar de Pascual Madoz, en la entrada correspondiente a Morga, donde aparece descrito con las siguientes palabras:

á distancia de unos 200 pasos al N. de la parr. existió un palacio denominado Isasi o Gaysasi, perteneciente á los SS. de Vizcaya y donde se dice haber sido sitiado D. Iñigo Ezquerra por su padre; los vestigios y un patin de agua que habia, se cubrieron de tierra en 1779, habiéndose reducido su sitio á heredad de sembradío.
(Madoz, 1848, p. 326)

El lugar está protegido bajo la categoría de zona de presunción arqueológica.